# فردی بوث
فردی بوث (انگلیسی: Freddie Boath؛ زادهٔ ۶ مهٔ ۱۹۹۱) بازیگر پیشین اهل بریتانیا است. وی دانش‌اموختهٔ دانشگاه آکسفورد بروکس است و اکنون به‌عنوان متخصص بازاریابی و تبلیغات فعالیت می‌کند.

از فیلم‌ها یا برنامه‌های تلویزیونی که وی در آن نقش داشته است، می‌توان به بازگشت مومیایی اشاره کرد.